# Кленін Володимир Васильович
Володи́мир Васи́льович Кле́нін (укр. Володимир Васильович Кленін, 3 вересня 1940 ; Українська РСР, Маріуполь — 30 березня 2022, Маріуполь) — український радянський та український боксер та тренер з боксу. Майстер спорту СРСР (1959), Заслужений тренер Української РСР (1985) .

## Життєпис
Народився 3 вересня 1940 року в Маріуполі (з 1948 носив назву Жданов) .
Закінчив Жданівський індустріальний технікум, Ждановський металургійний інститут (1966) та Київський інститут фізкультури(1975).
Прийшов у бокс у 16 років. Виступав за спортивне товариство «Авангард» (Жданов, 1956–67) у ваговій категорії до 48 кг. Чемпіон України (1959).
Після завершення спортивної кар'єри Кленін працює тренером Маріупольської СДЮШОР боксу «Спартак» (від 1971). Серед найвідоміших учнів Володимира Кленіна : Іван Чухраєв, чемпіон СРСР серед юнаків, майстер спорту; Олексій Ахілов, срібний призер кубка СРСР; Олег Вєтров, чемпіон України, майстер спорту; Андрій Жигалов, чемпіон СРСР серед юніорів, Віктор Камишинів, фіналіст серед юнаків, майстер спорту СРСР; Євген Зиков, чемпіон України, бронзовий призер кубка світу, бронзовий призер чемпіонату СРСР; Петро Мігуля, переможець першості Європи серед кадетів; Олег Кудінов, дворазовий чемпіон світу серед військовослужбовців, срібний призер Кубка світу, чемпіон України; Володимир Дворцов, заслужений тренер України, тренер збірної СРСР 1990—1992, тренер Олімпійської національної збірної 1996.
Загинув 30 березня 2022 року під час блокади Маріуполя .

## Звання та нагороди
- Майстер спорту СРСР (1959)
- Заслужений тренер Української РСР (1985)[10].